# Эвкалипт обильноцветковый
Эвкалипт обильноцветковый (лат. Eucalyptus polyanthemos) — вечнозелёное дерево, вид рода Эвкалипт (Eucalyptus) семейства Миртовые (Myrtaceae).

## Распространение и экология
В природе ареал охватывает юго-восток Австралии — штаты Виктория и Новый Южный Уэльс. Лучше растет на сухих каменистых возвышенностях и на каменистых кряжах при осадках 375—500 мм в год, на высоте от 300 до 900 м над уровнем моря.
Считается устойчивым к холоду и умеренной засухе. В однолетнем возрасте сильно страдает при кратковременном понижении температуры до −8… −7 °C. Выдерживает без существенных повреждений кратковременные морозы в 8 °C, при -9 °C отмерзают листья и конечные побеги, при −11… −10 °C отмерзает до корня.
Отличается относительно быстрым ростом на глубоких наносных почвах, где деревья за 10 лет достигают высоты в 13—15 м. На сухих глинистых склонах рост его значительно слабее.
Признан инвазивным видом в штате Калифорния.

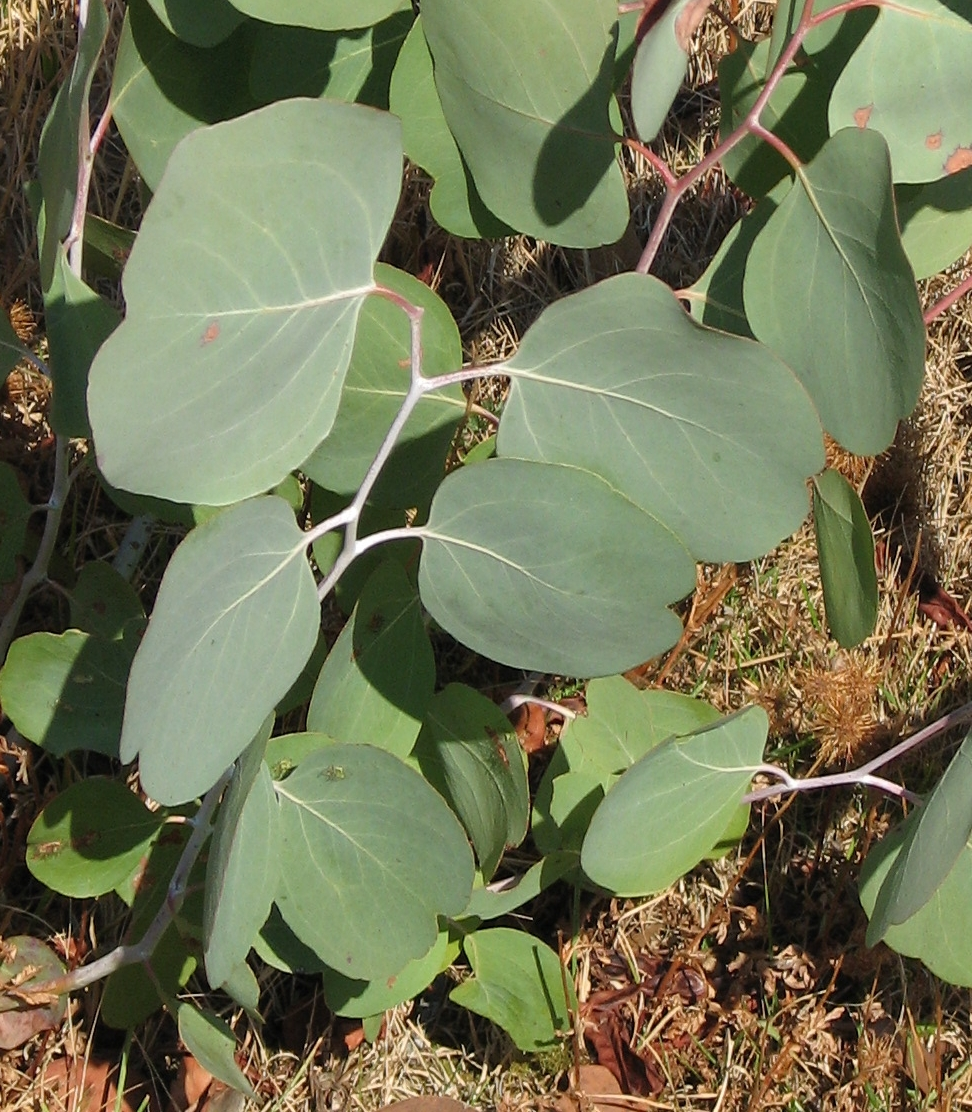
Листья.

## Ботаническое описание
Дерево средней величины.

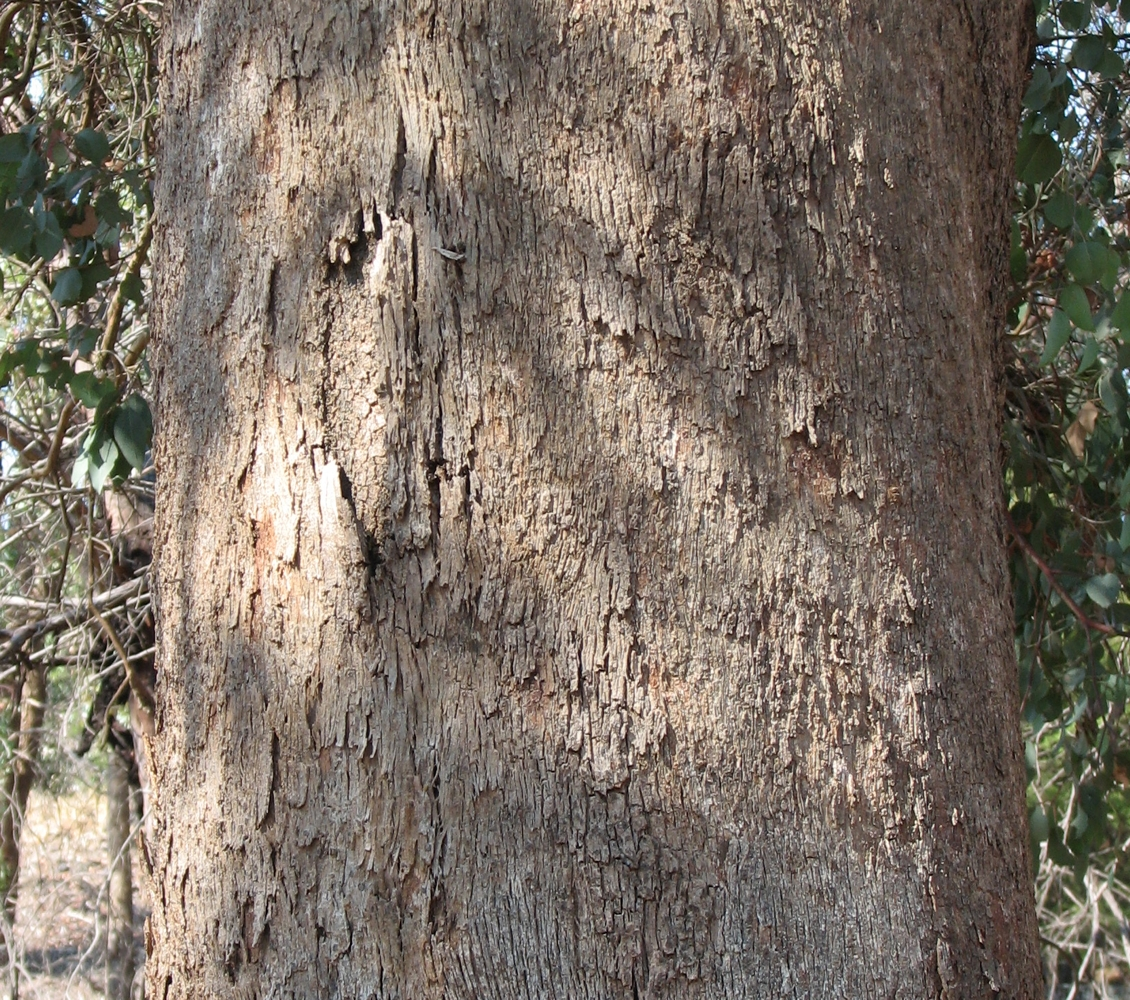
Кора в нижней части ствола.

Кора чешуйчато-волокнистая на стволе, гладкая на ветвях.
Молодые листья супротивные, в количестве 3—5 пар, черешковые, круглые, длиной 4—8 см, шириной 4 см, сизые. Взрослые — очерёдные, черешковые, круглые, узко или широко ланцетные, длиной 5—14 см, шириной 1,5—4,5 см, светло-сизые.
Соцветие — 3—6-цветковые зонтики, собранные в верхушечные метёлки; ножки зонтиков цилиндрические, длиной 5—10 мм; бутоны на ножках, сизые, булавовидные, длиной 7 мм, диаметром 4 мм, с конической крышечкой, которая короче трубки цветоложа; пыльники со сросшимися гнёздами, клиновидные или почти четырёхугольные, открываются конечными порами.
Плоды на ножках, полушаровидные, яйцевидные или грушевидные, длиной 5—6 мм, диаметром 4—5 мм, с очень маленьким и косым диском и глубоко вдавленными створками.
На родине цветёт в октябре; на Черноморском побережье Кавказа — в апреле — мае.

## Значение и применение
Древесина тёмно-красная, тяжёлая, твёрдая, прочная в земле. Используется на шпалы, деревянные блоки, шахтные подпорки, в производстве колёс, вагонов, в строительстве и на топливо.
В листьях содержится эфирное эвкалиптовое масло (0,83 %), состоящее из цинеола (54 %), пинена, эфиров и сесквитерпенов.
Может быть использован для разведения в тёплых местах Черноморского побережья Кавказа и для селекции на морозостойкость.

## Классификация

### Представители
В рамках вида выделяют ряд подвидов:
- Eucalyptus polyanthemos subsp. longior Brooker, Connors & Slee
- Eucalyptus polyanthemos subsp. marginalis Rule
- Eucalyptus polyanthemos subsp. polyanthemos
- Eucalyptus polyanthemos subsp. vestita L.A.S.Johnson & K.D.Hill

### Таксономия
Вид Эвкалипт обильноцветковый входит в род Эвкалипт (Eucalyptus) подсемейства Миртовые (Myrtoideae) семейства Миртовые (Myrtaceae) порядка Миртоцветные (Myrtales).
|  |                                      |  |                                                             |                                                             |                    |  | ещё 13 семейств (согласно Системе APG II) | ещё 13 семейств (согласно Системе APG II)    |                                              |  |  |  | ещё 130 родов       | ещё 130 родов                 |  |  |
|  |                                      |  |                                                             |                                                             |                    |  | ещё 13 семейств (согласно Системе APG II) | ещё 13 семейств (согласно Системе APG II)    |                                              |  |  |  | ещё 130 родов       | ещё 130 родов                 |  |  |
|  |                                      |  |                                                             | порядок Миртоцветные                                        |                    |  |                                           |                                              | подсемейство Миртовые                        |  |  |  |                     | вид Эвкалипт обильноцветковый |  |  |
|  |                                      |  |                                                             | порядок Миртоцветные                                        |                    |  |                                           |                                              | подсемейство Миртовые                        |  |  |  |                     | вид Эвкалипт обильноцветковый |  |  |
|  | отдел Цветковые, или Покрытосеменные |  |                                                             |                                                             | семейство Миртовые |  |                                           |                                              | род Эвкалипт                                 |  |  |  |                     |                               |  |  |
|  | отдел Цветковые, или Покрытосеменные |  |                                                             |                                                             |                    |  |                                           |                                              |                                              |  |  |  |                     |                               |  |  |
|  |                                      |  | ещё 44 порядка цветковых растений (согласно Системе APG II) | ещё 44 порядка цветковых растений (согласно Системе APG II) |                    |  |                                           | ещё 1 подсемейство (согласно Системе APG II) | ещё 1 подсемейство (согласно Системе APG II) |  |  |  | ещё более 700 видов |                               |  |  |
|  |                                      |  |                                                             | ещё 44 порядка цветковых растений (согласно Системе APG II) |                    |  |                                           |                                              | ещё 1 подсемейство (согласно Системе APG II) |  |  |  |                     |                               |  |  |